# Johan Coenen
Johan Coenen (Wellen, 4 febbraio 1979) è un ex ciclista su strada belga.

## Palmarès

### Strada
- 2000 (Dilettanti, una vittoria)

La Côte Picarde
- 2001 (Dilettanti, una vittoria)

Romsée-Stavelot-Romsée
- 2003 (Marlux-Wincor Nixdorf, una vittoria)

6ª tappa Bayern Rundfahrt (Freystadt > Höchstadt a.d.Aisch)
- 2005 (MrBookmaker.com-Sportstech, una vittoria)

Grand Prix de la Ville de Lillers
- 2006 (Unibet.com, una vittoria)

Boucles de l'Aulne
- 2008 (Topsport Vlaanderen, una vittoria)

Beverbeek Classic
- 2009 (Topsport Vlaanderen-Mercator, una vittoria)

Omloop van het Waasland
- 2013 (Team Differdange, due vittorie)

3ª tappa Tour de Singkarak (Padang > Batusangkar)
2ª tappa - parte a Tour de la Guadeloupe (Saint-François > Baillif)
- 2014 (Team Differdange, due vittorie)

Brustem-Sint-Truiden
2ª tappa - parte a Tour de la Guadeloupe (Deshaies > Baillif)

### Altri successi
- 2005 (MrBookmaker.com-Sportstech)

Classifica scalatori Étoile de Bessèges
- 2012 (Team Differdange)

Criterium Dippach
Classifica scalatori Giro della Regione Friuli Venezia Giulia

## Piazzamenti

### Classiche monumento
- Giro delle Fiandre

2004: 71º
2005: 67º
2006: 97º
2007: ritirato
2008: ritirato
2009: 64º
2010: ritirato
- Parigi-Roubaix

2005: ritirato
- Liegi-Bastogne-Liegi

2004: ritirato
2005: 45º
2006: 90º
2007: ritirato
2008: 113º
2009: ritirato
2010: 58º
2011: ritirato
- Giro di Lombardia

2009: ritirato

### Competizioni europee
- Campionati europei

Kielce 2000 - In linea Under-23: 36º